# Mon CRS
Pour plus de détails, voir Fiche technique et Distribution.
Mon CRS est un film franco-belge réalisé par le photographe Marc Martin et sorti en 2022.

## Synopsis
En proie à une crise identitaire, un jeune policier viril (Mathis Chevalier) lutte contre son attirance pour une chanteuse de cabaret à l'expression de genre féminine (Othmane). Le représentant des forces de l’ordre lutte ainsi pour l’affirmation de soi. Le film (qui emprunte son titre à celui d’une chanson d’Annie Cordy créée en 1977) joue avec les codes et les stéréotypes liés à la masculinité : Mon CRS acquiert ici un sens politique.

## Fiche technique
- Titre : Mon CRS
- Réalisation : Marc Martin
- Scénario : Marc Martin
- Photographie : Félix Lepinne
- Musique : Nicolas Bénier (variation autour du thème Mon CRS créé par Annie Cordy)
- Montage : Marc Martin assisté de Louis Zabus et Peter Enhancer
- Production : Agua
- Pays de production : France - Belgique
- Durée : 24 minutes

## Distribution
- Othmane
- Mathis Chevalier

## Genèse et développement
Lauréat du Prix Sade 2020 dans la catégorie Livre d'Art avec Les Tasses, Toilettes publiques – Affaires privées, Marc Martin réalise avec Mon CRS sa première fiction pour le grand public. « Après avoir beaucoup travaillé sur le fétichisme, le photographe Marc Martin avait envie d’écrire un conte de fées avec Annie Cordy pour marraine», relève Céline du Chéné dans Mauvais Genres sur France Culture.      
Il imagine ce conte de fées pour faire un pied de nez à la police des mœurs de l’époque et pour montrer la distance qui reste à parcourir en termes d’acception de l’Autre. « Une idylle (...) qui prend forcément, dans notre réalité, un caractère interdit et transgressif, tant elle fait se confronter deux univers opposés», lit-on dans Grazia.

### Attribution des rôles
Marc Martin déclare : « Othmane et Mathis Chevalier jouent avec les clichés sur la masculinité pour mieux les déjouer ».
Othmane, artiste non binaire, joue le rôle d’une chanteuse de cabaret qui reprend une chanson d’Annie Cordy, Mon CRS. Dans la bouche d'une personne trans et non binaire, la chanson prend une nouvelle dimension, devenant une sorte d'hymne queer en même temps qu'un appel au respect entre la communauté LGBTQI+ et le corps policier.
Mathis Chevalier, ex-champion de MMA, endosse l’uniforme de CRS, mais « ce n'est pas le quotidien d'un policier que j'ai voulu représenter, précise Marc Martin au magazine Fisheye : c’est celui d'un homme isolé dans son environnement machiste. Si j'ai choisi Mathis Chevalier c’est également pour ouvrir le champ de vision dans les sports de combat, où cette question du coming-out est toujours problématique». Pour Agnès Giard dans Libération, « Il est loin d’être innocent qu’un champion de sa carrure joue les héros queers, amoureux d’une femme trans ».

### Tournage
Le court métrage a été tourné à LaVallée-Bruxelles avec le concours de Pierre Pévée et Yan Pierre le Luyer.

## Sortie
- Belgique : 12 novembre 2022 (présentation au 21e Pink Screens Festival, Bruxelles)
- France : 25 novembre 2022 (présentation au 28e Festival Chéries-Chéris, Paris)
- Edition :  Un coffret (livre+dvd) est paru aux éditions AGUA en avril 2023[10]. Ce coffret contient le fascicule (228 pages, préface et portraits signés Franck Finance-Madureira) + le film (23') et des bonus inédits (98').

## Festivals
Mon CRS fait ou a fait partie des sélections des festivals suivants :
- Pink Screens, Bruxelles, en novembre 2022[11].
- Chéries-Chéris, Paris en novembre 2022[12].
- Roze Filmdagen (nl), Amsterdam en mars 2023[13].
- Ciné Friendly, Rennes en avril 2023[14].
- Image+Nation, Montréal en juin 2023[15].
- Luxembourg Pride, Esch-sur-Alzette en juillet 2023[16].
- Festival Mix, Mexico, en juillet 2023[17].
- Mostra Quelly, São Luís (Maranhão) en août 2023[18].
- Et alors ?!, Perpignan en octobre 2023[19].
- Everybody's perfect, Genève en octobre 2023[20].